# Азійські гірські агами
Азійські гірські агами (Laudakia) — рід ящірок з родини агамових. Має 21 види. До недавнього часу вони об'єднувалися з агамами родам Acanthocereus або Agama.

## Опис
Загальна довжина досягає 40—45 см. Колір шкіри коричневий, оливковий, буруватий з численними дрібними крапочками та цятками. Тулуб сплощений, голова відносно широка й пласка, потиличний щиток не збільшений, вушний отвір відкритий. Спинний гребінь не розвинений. Хвостові луски розташовані правильними, поперечними рядками, об'єднаними в сегменти по 2, 3 або 4 кільця. Вушний отвір великий — більше або дорівнює половині діаметра зіниці. Барабанна перетинка розташована поверхнево. Пальці стислі, горловий мішок не розвинений. Здатні до відкидання хвоста. 

## Спосіб життя
Полюбляє гірську, скелясту місцину аридної зони. Ховаються у щілинах між каміннями, звідки витягти агаму дуже важко. Ці агами активні вдень. Часто утворюють "гареми", де самець живе на одній ділянці з декількома самками. Спостерігається демонстративна поведінка, яка виражається у поклонах і кивках голови різної частоти. харчуються комахами, квітами, листям і плодами рослин.
Це яйцекладні ящірки. Самиці відкладають від 2 до 15 яєць. 

## Розповсюдження
Мешкає від Греції і гирла р.Ніл на заході через Малу, Передню і Середню Азію до річки Брахмапутра на сході та Гобійского Алтаю. 

## Види
- Laudakia agrorensis
- Laudakia badakhshana
- Laudakia bochariensis
- Laudakia caucasia
- Laudakia chernovi
- Laudakia dayana
- Laudakia erythrogastra
- Laudakia fusca
- Laudakia himalayana
- Laudakia lehmanni
- Laudakia melanura
- Laudakia microlepis
- Laudakia nupta
- Laudakia nuristanica
- Laudakia pakistanica
- Laudakia papenfussi
- Laudakia sacra
- Laudakia stellio
- Laudakia stoliczkana
- Laudakia tuberculata
- Laudakia wui